# GJ 1002
Désignations
GJ 1002 ou Gliese 1002 est une étoile naine rouge située dans la constellation de la Baleine. Elle est assez proche du Soleil, à une distance de ∼ 15,8 a.l. (∼ 4,84 pc).
C'est une étoile relativement calme, aucune activité éruptive n'ayant été détectée.

## Système planétaire
En 2022, deux exoplanètes, désignées GJ 1002 b et GJ 1002 c, sont découvertes en orbite autour de l'étoile par la méthode des vitesses radiales. Ce sont deux planètes de masse comparable à celle de la Terre, et les deux apparaissent orbiter dans la zone habitable de l'étoile.